# 四字盾球蛛
四字盾球蛛（学名：Orthobula crucifera）为光灰蛛科盾球蛛属的动物。分布于日本、朝鲜、台湾岛以及中国大陆的河北、陕西、安徽、浙江、湖南、四川等地，多生活于稻田（数量极少）。该物种的模式产地在日本。